# Куспек
Куспе́к (каз. Құсбек) — село у складі Айиртауського району Північноказахстанської області Казахстану. Входить до складу Константиновського сільського округу, раніше було центром ліквідованої Куспецької сільської ради.
Населення — 568 осіб (2021; 868 у 2009, 1304 у 1999, 1409 у 1989).
Національний склад станом на 1989 рік:
- росіяни — 67 %.